# 萨拉里奥
萨拉里奥（Q. IV Salario）是意大利罗马的第4区（quartieri），用首字母Q. IV标识。它得名于萨拉里亚道，是罗马最小的区。